# فونتي (إيطاليا)
فونتي (بالإيطالية: Fonte)‏ هي بلدية في مقاطعة تريفيزو بمنطقة فنيتة، شمال إيطاليا. تقع على بعد 50 كيلومترًا (31 ميلًا) شمال غرب مدينة البندقية، و35 كيلومترًا (22 ميلًا) شمال غرب تريفيزو.